# Vede
Glejte tudi Veda; skupek znanj.
Vede  so zelo obširna zbirka besedil, eno najstarejših, ki predstavljajo enega od temeljev indijske filozofije in religij, ki so nastale na njenem ozemlju. So približno šestkrat obsežnejša od  Svetega pisma. Imenujejo jih tudi »trojno znanje«, ker so spisi razvrščeni v tri zbirke :to so Rigveda (Veda verzov), ki obsega hvalnice, Samaveda (Veda spevov), ki obsega liturgične spise, in Jadžurveda (Veda urokov), v kateri so zbrani žrtveni izreki. Kasneje se jim je pridružila še Atharvaveda, zbirka mističnega svečenika ognja Atharvana, tako da Vede sestavljajo štirje deli.

## Lastnosti
Vedska literatura je popolnoma anonimna, po mističnem izročilu pa naj bi jih sestavil mitični bard Vjasa, kasneje pa so nekatere skupine himn pripisovali malo znanim duhovniškim rodbinam. Ta literatura, osredotočena na obrede in žrtve, je izključno verskega oziroma duhovniškega značaja. Vsebuje velikansko število poezije, kasneje dodane proze, ki so jo zbirali ali sestavljali iz roda v rod neznani duhovniki.
Vede so bile svete, imeli so jih za nekaj, kar obstaja vse večne čase in so jih kasneje zapisovali z veliko skrbnostjo, ogromno pozornost pa so posvečali pravilni izgovorjavi. Sveto besedilo so namreč dalj časa prenašali skozi ustno izročilo, rokopisi, ki so se ohranili, pa so iz zelo pozne dobe. Deloma to pripisujejo prepovedi zapisovanja svetega besedila. Ustno izročilo se ni do danes pretrgalo.

## Rigveda
Rigveda je najstarejša med štirimi Vedami. Omenjajo jo vsi drugi vedski teksti, v njej pa ni omenjen noben drug. Vendar je to zgolj relativna kronologija in je ni mogoče povezati z absolutnim časovnim merilom. Rigvedi pripisujejo izredno visoko starost - celo štiri tisoč ali šest tisoč let pred našim štetjem. V splošnem pa je obveljalo, da je osrednje jedro rigvedskih himn nastalo v času, ko so se Arijci naselili v Indiji, torej približno sredi drugega tisočletja pred našim štetjem. 
Rigveda vsebuje kitice (rk), ki so jih recitirali med žrtvovanjem. Razdeljena je na deset mandal - prvotno jedro so mandale od druge do vključno sedme in vsako od teh pripisujejo kakšni duhovniški družini. V osmi je precej interpolacij, o deveti se zdi, da vsebuje zelo staro gradivo, ki so ga šele pozneje vzeli v zbirko. Prva mandala je deloma starejšega in deloma novejšega datuma. Deseto je treba jasno ločiti od ostalih in je poznejšega izvora, vsebuje pa glavne himne filozofskega tipa.
Rigveda vsebuje himne o izvoru in zgodovini sveta, hvalnice bogovom, liturgične pesmi, ki opisujejo obrede, in vse druge vrste himn. Himne v njej so filozofske do te mere, da poskušajo pojasniti misterije sveta z razumom, vendar so jih pisale »pesniške duše, ki so preprosto razmišljale o lepotah neba in čudesih zemlje«. S teološkega vidika je v teh himnah opaziti politeistične značilnosti, dasi je mogoče v vedskih himnah na splošno opaziti tri sloje razmišljanj: naturalistični politeizem, monoteizem in monizem. V etičnem smislu pa vsebujejo pojem rta, ki je anticipacija zakona karme, ene od specifičnih oblik indijske misli.

## Jadžurveda
Jadžurveda je zbornik obrednih obrazcev (jadžu). Poimenovanje naj bi izhajalo iz besede jadžus, kar izhaja iz korena jadž - žrtvovati. Znana je v petih izdajah ali zbirkah (samhita); štiri (Kathaka, Kapišthala, Maitrajani in Taittirija) sestavljajo tako imenovano »črno« Jadžurvedo, v kateri so med svete obrazce posejane glose v prozi, peta (Vadžasa-neji z dvema predzbirkama) pa je »bela« Jadžurveda in med njeno besedilo glose niso pomešane. Njeni prvotni elementi so jadžuji, ki so napisani povečini v prozi in so suhi, neizraziti obrazci.

## Samaveda
Samaveda je zbirka sam ali melodij in je zato priročnik svetih pesmi. Poznamo jo v teh izdajah (Kauthuma, Džaiminija in Ranajanija). Pesmi so povečini vzete iz Rigvede, sestavljavci pa so pri izboru upoštevali predvsem praktično glasbeno stališče. Izbrali so tiste verze, ki so bili uporabni kot osnova (joni) za melodijo. 

## Atharvaveda
Atharvaveda je zbirka magičnih obrazcev in se tako po verskih nazorih kakor po literarni obliki izrazito razločuje od drugih treh Ved. Dolgo ni veljala za sestavni del Ved. Ohranjena je v dveh izdajah (Šaunaka in Paippalada), v katerih pa so pomembna nesoglasja. Ta zbirka je z verskega in etnološkega stališča nadvse zanimiva, mnogo manj pa v stilističnem pogledu. Nekako velja, da so obrazci v njej zelo starodavni, vendar so bili veliko kasneje modernizirani in sestavljeni v zbirko. 
Religija Atharvavede je religija primitivnega človeka, za katerega je svet poln breztelesnih utvar in duhov smrti. Svetovne katastrofe so povezane z nezadovoljnimi duhovi. 

## Druga literatura
Štirim svetim vedam je priključena  obilica literature od prave eksegeze do zelo specialnih teoretičnih študij. Med to pozno  vedsko literaturo, ki je do Upanišad izključno svečeniška in anonimna, so najprej nastale Brahmane, obredna besedila, pomešana z liturgičnimi razlagami, vsa zapisana v prozi. Ohranilo se jih je precej, razdeljena pa do v štiri skupine glede na povezavo vsakega teksta z eno od štirih vedskih samhit. Najvažnejša je Šatapatha Brahmana (formalno povezana z belo Jadžurvedo), ki vsebuje zanimive spekulacije in mite. Večina teh del naj bi izvirala iz prve četrtine prvega tisočletja pred našim štetjem.
Brahmanam so sledile Aranjake, v katerih so vedski obrazci pomešani s komentarji. Njihova vsebina je zelo neenakomerna, v zgodovini indijske literature pa nimajo posebnega pomena. Po nekaterih avtorjih Aranjakam sledijo še Upanišade, ki po njihovem mnenju prav tako sodijo med vedsko literaturo.

## Razlaga Vede
Tradicionalno trditev, da je Veda neustvarjena in večna, je zelo obširno in natančno razložil Mahariši Maheš Jogi (sicer znan po transcendentalni meditaciji). Po tej razlagi Veda predstavlja opis notranje dinamike zavesti same po sebi – čiste zavesti. Mahariši je namreč pokazal, da ima Veda izjemno urejeno in popolnoma logično notranjo strukturo, ki natančno opisuje najbolj temeljno dogajanje, ko se prvotno povsem enovita zavest začne po natančnih korakih izražati v vedno večjo raznovrstnost.
Ker je po tej razlagi zavest v osnovi vsega (tudi materialnega sveta), zato Veda predstavlja najbolj osnovno matrico (načrt) ne samo duševnih pojavov, ampak vsega sveta.
Da bi preveril to trditev, je nevroznanstvenik Tony Nader (skupaj z ekipo raziskovalcev) primerjal zgradbo Vede in vedske literature z zgradbo človeške fiziologije. Ugotovil je, da obstaja popolna korelacija med obema – tako po funkciji, kot po zgradbi. Odkritje je bilo leta 1994 objavljeno v večkrat ponatisnjeni knjigi Human Physiology: Expression of Veda and the Vedic Literature.